# Ann Sirot et Raphaël Balboni
Ann Sirot et Raphaël Balboni sont un couple de réalisateurs français vivant à Bruxelles. Ils ont coréalisé tous leurs films.

## Biographie
Ann Sirot, née à Paris, et Raphaël Balboni, né à Troyes (Aube), se sont rencontrés à Bruxelles en 2007. Après les études à l'Institut des Arts de Diffusion (IAD), le duo produit ses premiers courts métrages, commençant avec Juste la lettre T. En 2018, Avec Thelma remporte le Magritte du meilleur court métrage de fiction.
Sirot et Balboni entament la réalisation de leur premier long métrage en 2020, Une vie démente, avec pour interprètes Jo Deseure, Jean Le Peltier et Lucie Debay. Le film est présenté en octobre 2020 dans la sélection officielle du Festival de Namur, où il reçoit un excellent accueil critique.
Le film récolte un record de douze nominations lorsque de la 11e cérémonie des Magritte du cinéma. Largement récompensé lors de cette cérémonie, le film vaut plus personnellement à Ann Sirot et Raphaël Balboni les Magritte du meilleur film ainsi que celui du meilleur scénario.

## Filmographie

### Courts métrages
- 2008 : Dernière partie
- 2009 : Juste la lettre T
- 2011 : La Version du loup
- 2013 : Fable domestique
- 2014 : Lucha Libre
- 2017 : Avec Thelma
- 2020 : Much in Common

### Longs métrages
- 2020 : Une vie démente
- 2023 : Le Syndrome des amours passées

## Distinctions

### Récompenses
- Magritte 2018 : meilleur court métrage de fiction pour Avec Thelma
- Chistera 2021 : meilleure réalisation pour Une vie démente
- Magritte 2022 : meilleur film et meilleur scénario original ou adaptation pour Une vie démente

### Nominations
- Magritte 2012 : meilleur court métrage pour La Version du loup
- Magritte 2013 : meilleur court métrage pour Fable domestique
- Chistera 2021 : meilleur film pour Une vie démente
- Magritte 2022 : meilleure réalisation, meilleur premier film pour Une vie démente